# Fritz Kaijser (jurist)
Fritz Johan Kaijser, född 13 augusti 1908 i Härnösand, död 13 augusti 1983, var en svensk jurist. 
Kaiser, som var son till medicine doktor Fritz Kaijser och medicine licentiat Anna Lovén, avlade studentexamen 1926, blev filosofie kandidat 1929, juris kandidat 1933 och filosofie licentiat 1940. Han var sekreterare i Statens bränslekommission 1940, i Svenska landskommunernas förbund 1943–1948 och 1956–1961, i Svenska stadsförbundet 1948–1956 och preceptor i offentlig rätt vid Stockholms universitet från 1961. Han var notarie i konstitutionsutskottet 1939–1940 och 1942–1943, expert i kommunalrättskommittén 1959, i begravningsutredningen 1959–1960, i kommunindelningsutredningen 1960–1961 och ledamot av församlingsstyrelsekommittén 1953–1958. Han skrev ett flertal tidskriftsuppsatser i statsrätt och förvaltningsrätt och var medarbetare i Norstedts juridiska handbok. Fritz Kaijser är begravd på Gamla kyrkogården i Härnösand.